# Katharine Jefferts
Katharine Jefferts Schori (Pensacola, Florida, Estats Units d'Amèrica; 26 de març de 1954) és una oceanògrafa i bisbessa estatunidenca. Des de 2006 fins al 2015 va ser bisbessa presidenta de l'Església episcopal als Estats Units, essent la primera dona a ocupar un ministeri tan alt en tota la Comunió anglicana.

## Biografia
És filla d'un oficial de l'Armada dels Estats Units. Criada en la fe catòlica i educada per monges en una escola religiosa, als nou anys els seus pares van començar a assistir a l'església episcopal.
Des de molt jove es va interessar per la biologia marina. Es va llicenciar en Biologia a la Universitat Stanford el 1974, va fer un màster i el doctorat en Oceanografia a la Universitat Estatal d'Oregon el 1977 i el 1983 respectivament. Durant uns quants anys es va dedicar a la recerca com a oceanògrafa, treballant amb el Servei Nacional de Pesca Marina a Seattle.
Després de cursar un màster en Teologia el 1994, va ser ordenada prevere de l'Església Episcopal el 1994. Va ocupar diversos càrrecs en la diòcesi episcopal d'Oregon fins al 2001, quan fou escollida bisbessa de la diòcesi episcopal de Nevada. Des de llavors es va convertir en líder destacada del sector més liberal de l'Església Episcopal. El 19 de juny de 2006 va ser nomenada bisbessa presidenta de l'Església Episcopal dels Estats Units. Va prendre possessió del càrrec a principis de novembre de 2006, a la Catedral Nacional de Washington.
Es convertia, així, en la primera dona escollida com a líder de tota l'església en els 400 anys d'història de la Comunió Anglicana. El seu mandat de nou anys va concloure el 2015.